# 近迫武器系統

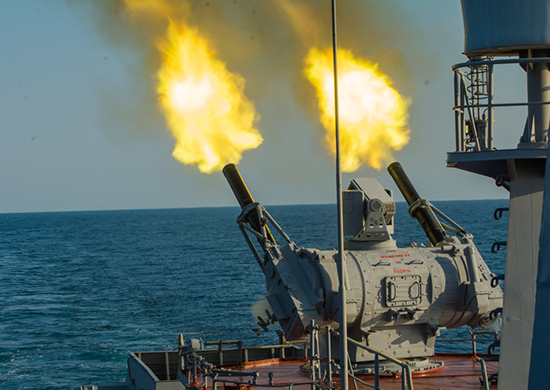
俄國CADS-N-1卡什坦系統

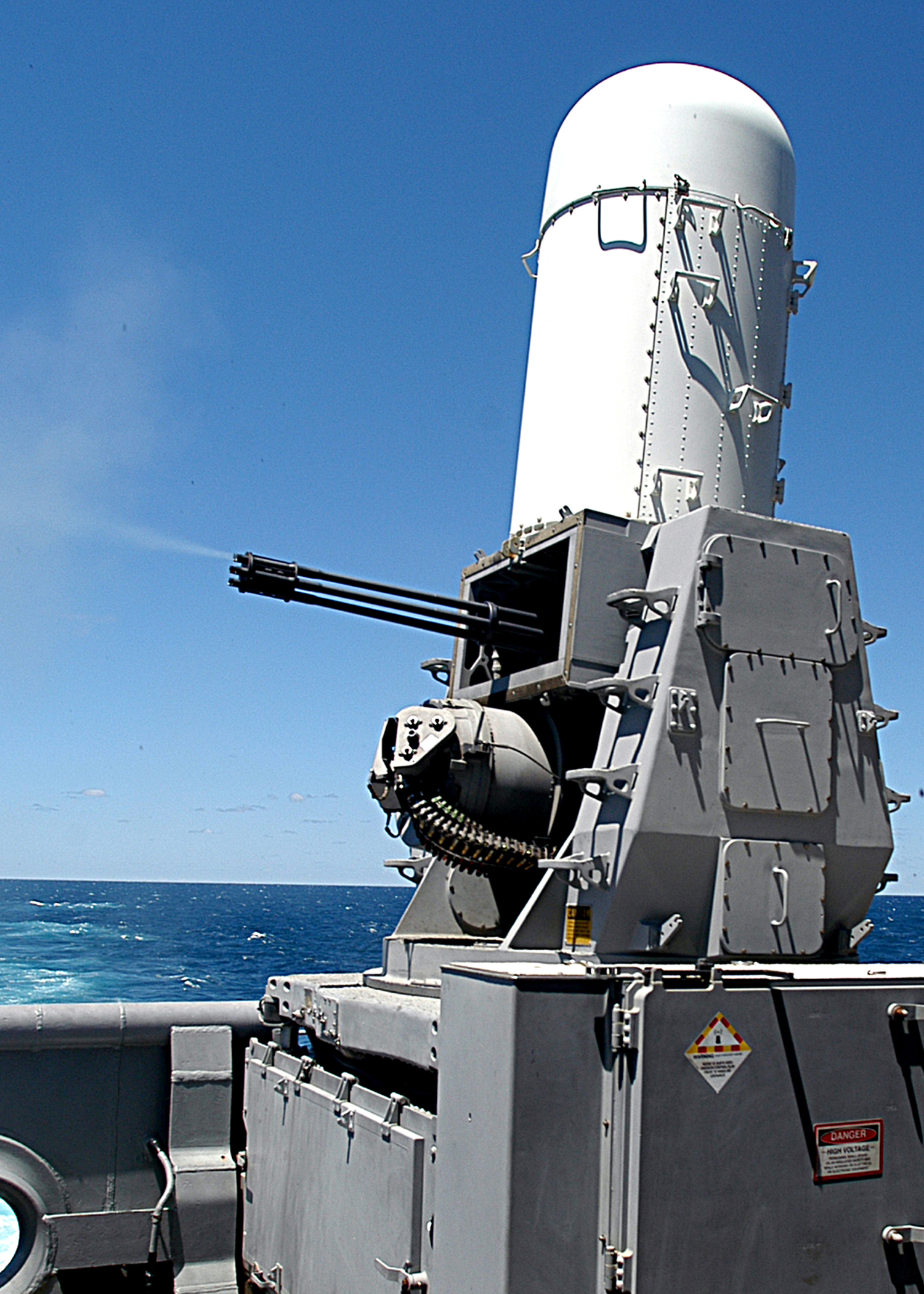
最為人熟知的近程防禦武器系統—方陣快炮

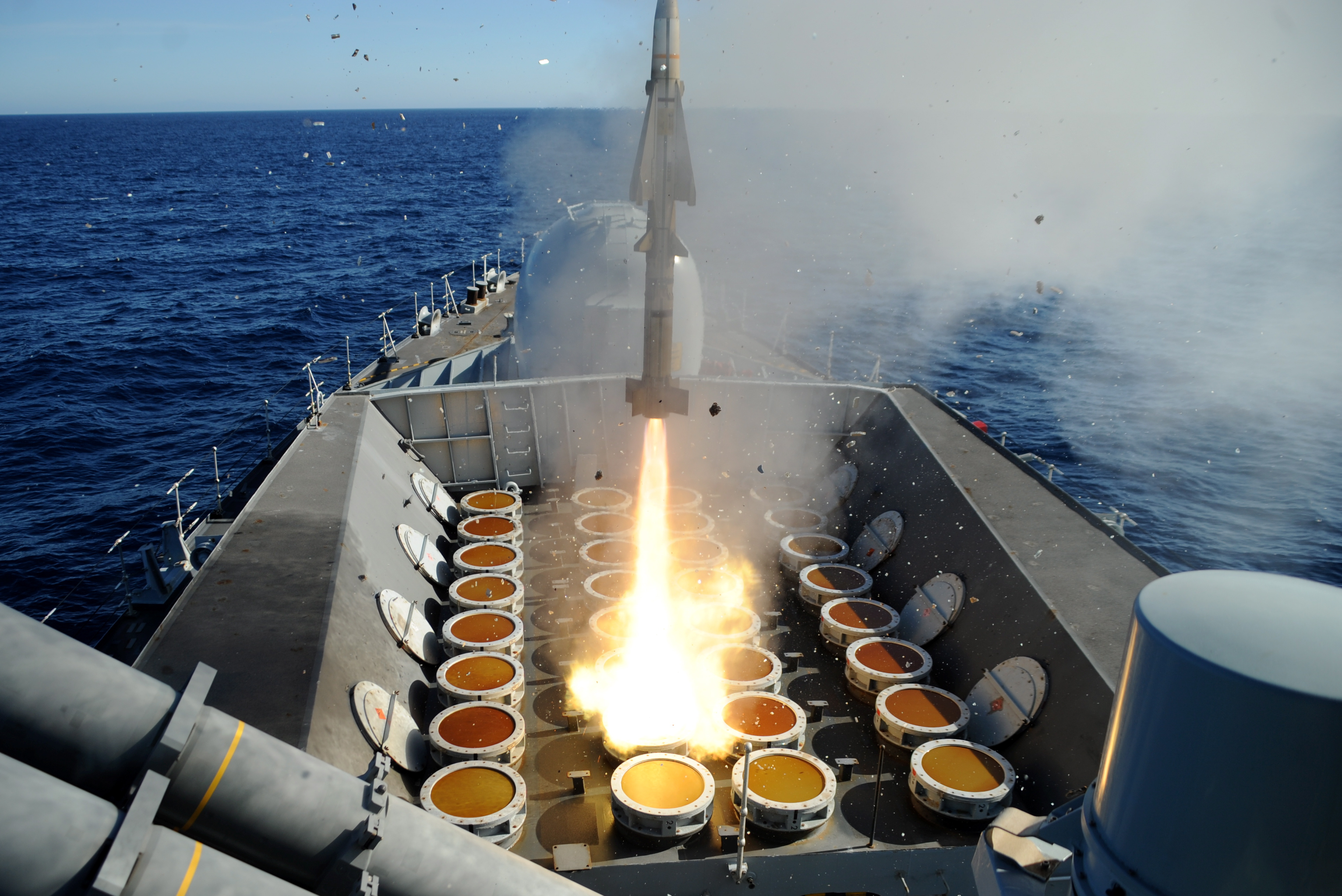
英國海狼飛彈

近程防禦武器系統（英語：Close-In Weapon System，缩写為CIWS）是一種裝配在海軍船艦上用來偵測與摧毀逼近的反艦飛彈或相關的威脅飛行物的速射武器系统，只作為戰艦近身防衛用途。除了名稱本身的意義外，「CIWS」這個縮寫在英文中的發音類似「Sea-whiz」（whiz指的是子彈在空中掠過的聲音），言下之意近迫武器系統是海上的子彈飛掠聲之諧音，以形容此類系統透過機砲的密集射擊，以擊落來襲的飛彈之運作方式。
CIWS在發展初期多使用機砲系統為基礎，但之後逐漸出現有效防禦範圍更遠、可同時追蹤與攻擊多重目標的飛彈基礎系統，成為新的主流設計。

## 簡介
一套近程防禦武器系統通常由以下的構件所組成：雷達、電腦、多管快速開火的中型口徑機砲（加特林機槍，但也有標槍等快砲型式）或是小型飛彈，且砲座基台可進行方位性角度旋轉。最為人熟知的一種近迫武器系統是美國海軍的方陣系統（Phalanx）系統，其它国家也有类似的武器系统，例如：
- 荷蘭的守門員（Goalkeeper）系統
- 義大利的標槍式近迫武器系統與米利亞德（英语：Myriad CIWS）（Myriad）系統
- 俄羅斯的匕首近迫武器系統及AK-630系統
- 西班牙的梅洛卡（英语：Meroka CIWS）（MEROKA）系统
- 土耳其的海天頂（Sea Zenith）系統
- 瑞士的千禧年（Rheinmetall Oerlikon Millennium Gun）
- 南非的丹尼爾（Denel 35mm Dual Purpose Gun）
- 中華人民共和國的630型（Type 630）、730型（Type 730）與1130型（Type 1130）系統
- 中華民國的XTR-101/102A1/A2系統

現在幾乎所有各級各型戰艦都配屬了數種近程防禦武器系統，類似近程防禦武器系統概念的更小型化防禦系統也正在研發中，且計畫用在主战坦克上，包括美國、以色列、俄羅斯都有類似的發展計畫，其中以色列開發的是戰利品主動防禦系統，而俄羅斯則以Drozd及Arena主動電子反制系統榴彈發射器為主軸。

## 運作原理
近程防禦武器系統是最後一道防線，因此其目的不是擊落整個飛彈，而是攻擊飛彈的彈頭，避免飛彈對船艦造成嚴重損害。如果不能攻擊彈頭，則系統會射擊飛彈前後，在飛彈上打洞，以試圖使飛彈偏離航道或是提早引爆。

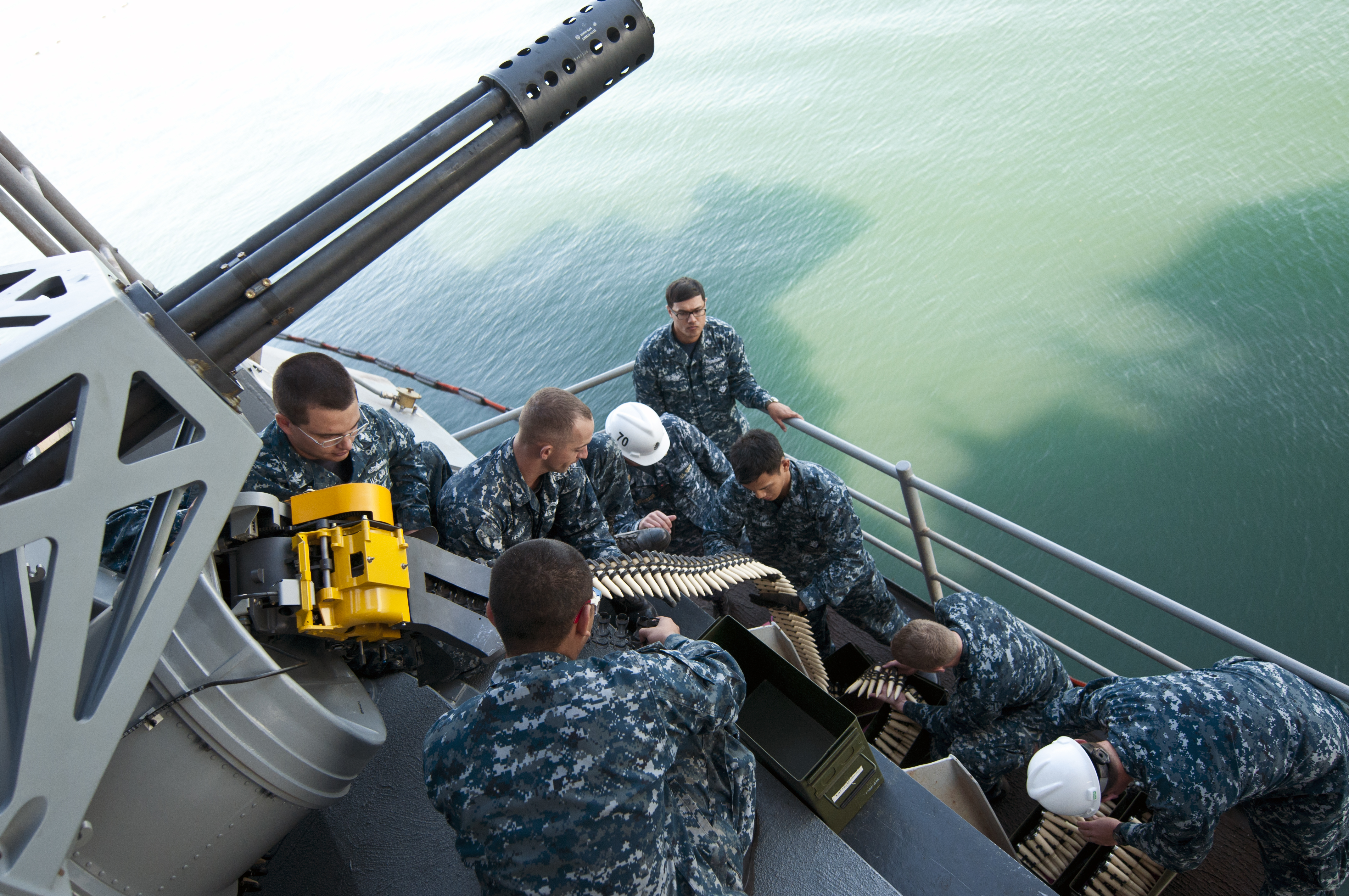
美國海軍正在替方陣近迫武器系統裝填20毫米炮彈

## 飛彈型近程防禦武器系統
目前近程防禦武器系統的潮流是使用飛彈系統而不是槍砲系統。因為槍砲有以下限制：
- 距離短：30mm口徑的機砲系統其有效射程約2,000m，若是更輕的機炮系統其射程恐怕更短，而就實戰與實際操演來看，反艦飛彈的真正攔截距離約在500m內，甚至更近，若更近的話飛彈就有可能破壞到船艦上的雷達、通訊及相關感測設備，此外攔截的時間也相當短，以超音速反艦飛彈而言，若以每秒1500m的速度逼近，機砲可攔截的時間將只有1/3秒左右。
- 攔截率有限：即便反艦飛彈遭機砲擊中、破壞，也可能沒徹底破壞，或者是沒有破壞到讓飛彈改變飛行路線，如此半殘的飛彈仍有可能傷及船艦（因為可攔截的距離過短，請參見前項），特別是機砲的砲彈是純運動能量性的攔截破壞（如方陣近迫系統的衰變鈾子彈），而不像飛彈具有可引爆的彈頭炸藥。
- 一座機砲系統同一時間內只能追蹤、攔截一個來襲目標，要切換目標需要1秒鐘的時間來調整因應。相對的飛彈型近迫武器系統經過協調後可多枚齊發，同時追蹤、攔截多個來襲目標。
- 用機砲攔截來襲飛彈的作法，是先將砲火發射在飛彈下一步可能飛經的路線上，然而一旦預測失敗或飛彈臨時轉向，火砲就難以因應改變，也不易再設立新的預測等候位置進行再次的攔截。然而新式的反艦飛彈在命中前的飛行方式已更加飄忽不定、難以捉摸，如此也降低了機砲的攔截率。

所以，為了有更寬裕的因應時間與更遠距的防禦能力，開始有了飛彈型的近迫武器系統，飛彈型不僅能用於近迫防衛之用，也可以充當短距離的防空武器，省去再額外設置短距防空的相關系統及空間基座，等於一舉兩得。

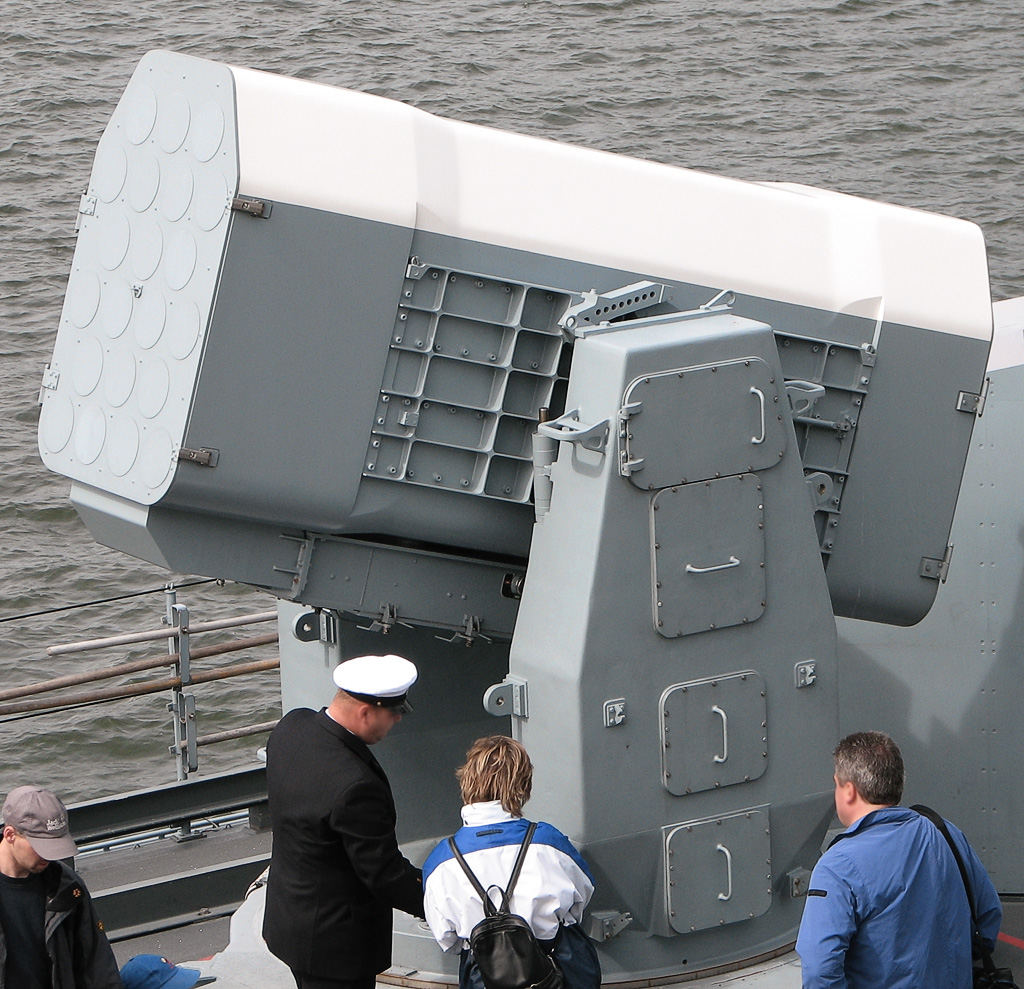
MK49RIM-116滾體飛彈發射器

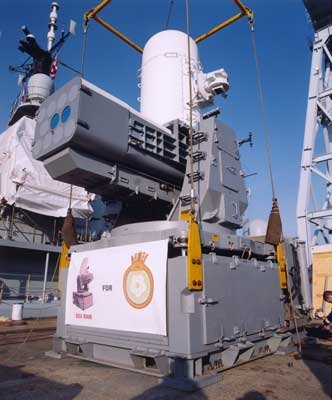
海公羊（SeaRAM）武器系統

海劍羚飛彈系統

近程防御飛彈在剛發射時是使用慣性導引，之後在接近目標的終端導引階段時，可採用紅外線導引、或被動雷達導引/電子支援裝備（ESM）導引、或半主動雷達導引，或者將上述數種方式加以併用。其中以ESM方式的攔截導引最管用，特別是多數的長程反艦飛彈都以雷達導引來攻擊船艦。此外，有些系統也允許攔截飛彈發射後，在尚未結束慣性導引的階段內，向飛彈下達變更飛行路線、攔截目標的命令。
下面為幾款飛彈型近程防禦武器系統：
- 响尾蛇导弹（Crotale-NG，其中NG是「New Generation」的縮寫）：以响尾蛇式紅外線防空飛彈為基礎的近迫武器系統。其NG版本使用了飛行速度達3.5馬赫的VT-1型飛彈，更適合用於高速攔截的近迫防衛用途。
- 公羊飛彈（RIM-116 Rolling Airframe Missile，RAM）：是美國海軍用來直接替換方陣系統的提案之一，可直接沿用方陣的安裝基座及感測系統，的海公羊（SeaRAM）系統。
- 薩達哈爾飛彈（SADRAL）：SADRAL實際上是「輕型近迫防空自我防衛系統」（法語：Système d'Auto-défense Rapprochée Anti-aérienne Léger）的縮寫，是以法國西北風便攜式防空飛彈（Mistral）衍生發展成的近迫武器系統。
- 红旗-10近程防空导弹
- 海劍羚飛彈系統：海劍羚飛彈（Sea Oryx Missile system）是一種以紅外線與被動雷達整合導引的輕型、點防禦艦對空飛彈，國家中山科學研究院研發，預定裝備於中華民國海軍軍艦與中華民國陸軍卡車上，用來攔截反艦飛彈、巡弋飛彈與其他具有威脅性的飛行器。海劍羚系統與RIM-116滾體飛彈理念雷同，都是扮演船艦最後一層對空防禦火力，特別是對反艦飛彈的硬殺對抗能力，共分為三型：獨立型、戰系型與陸基型。